# Susann Müller
Pour les articles homonymes, voir Müller.
Susann Müller, née le 26 mai 1988 à Saalfeld, est une handballeuse allemande. Elle évolue au poste d'arrière droite.

## Palmarès

### En club
compétitions internationales
- finaliste de la coupe EHF en 2017 (avec SG BBM Bietigheim)

compétitions nationales
- championne d'Allemagne en 2009, 2010 (avec HC Leipzig) et 2017 (avec SG BBM Bietigheim)
- championne de Slovénie en 2013 (avec RK Krim)
- championne du Danemark en 2012 (avec Randers HK)

### En sélection
autres
- vainqueur du championnat du monde junior en 2008[3]

### Distinctions individuelles
- élue meilleure arrière droite du championnat du monde 2013[4]
- meilleure marqueuse (62 buts) du championnat du monde 2013[5]